# Flávia Francischini
Flávia Caroline Resende Jaber Francischini (Brasília, 23 de maio de 1978) é uma advogada e ex-agente da Polícia Federal, filiada ao União Brasil (UNIÃO). Atualmente exerce seu primeiro mandato de deputada estadual pelo Paraná. É esposa do ex-deputado estadual Fernando Francischini.

## Biografia
De ascendência árabe, Francischini teve passagens pelo Partido da Social Democracia Brasileira (PSDB), Partido Ecológico Nacional (PEN) e pelo Solidariedade. Foi eleita vereadora de Curitiba na eleição municipal de Curitiba em 2020 pelo Partido Social Liberal (PSL) com cerca de 4.540 votos.
Nas eleições estaduais no Paraná em 2022, foi eleita deputada estadual com 41.757 votos pelo União Brasil. 

## Desempenho em eleições
| Ano  | Eleição               | Partido | Cargo             | Votos  | %     | Resultado | Ref   |
| ---- | --------------------- | ------- | ----------------- | ------ | ----- | --------- | ----- |
| 2020 | Municipal de Curitiba | PSL     | Vereadora         | 4.540  | 0,57% | Eleita    | [ 6 ] |
| 2022 | Estaduais no Paraná   | UNIÃO   | Deputada estadual | 41.757 | 0,69% | Eleita    | [ 7 ] |